# Tatra 80

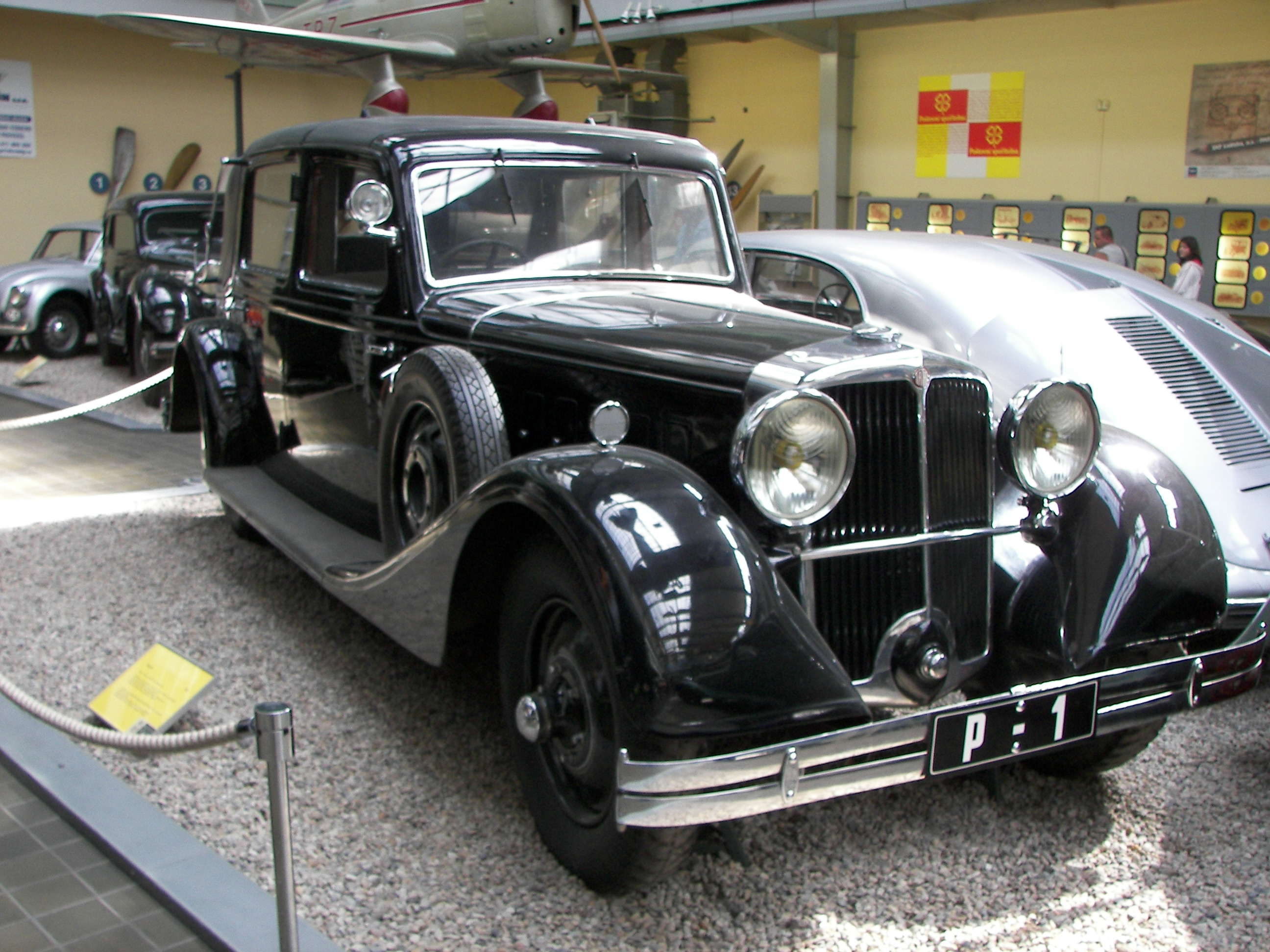
Vůz T. G. Masaryka v Národním technickém muzeu

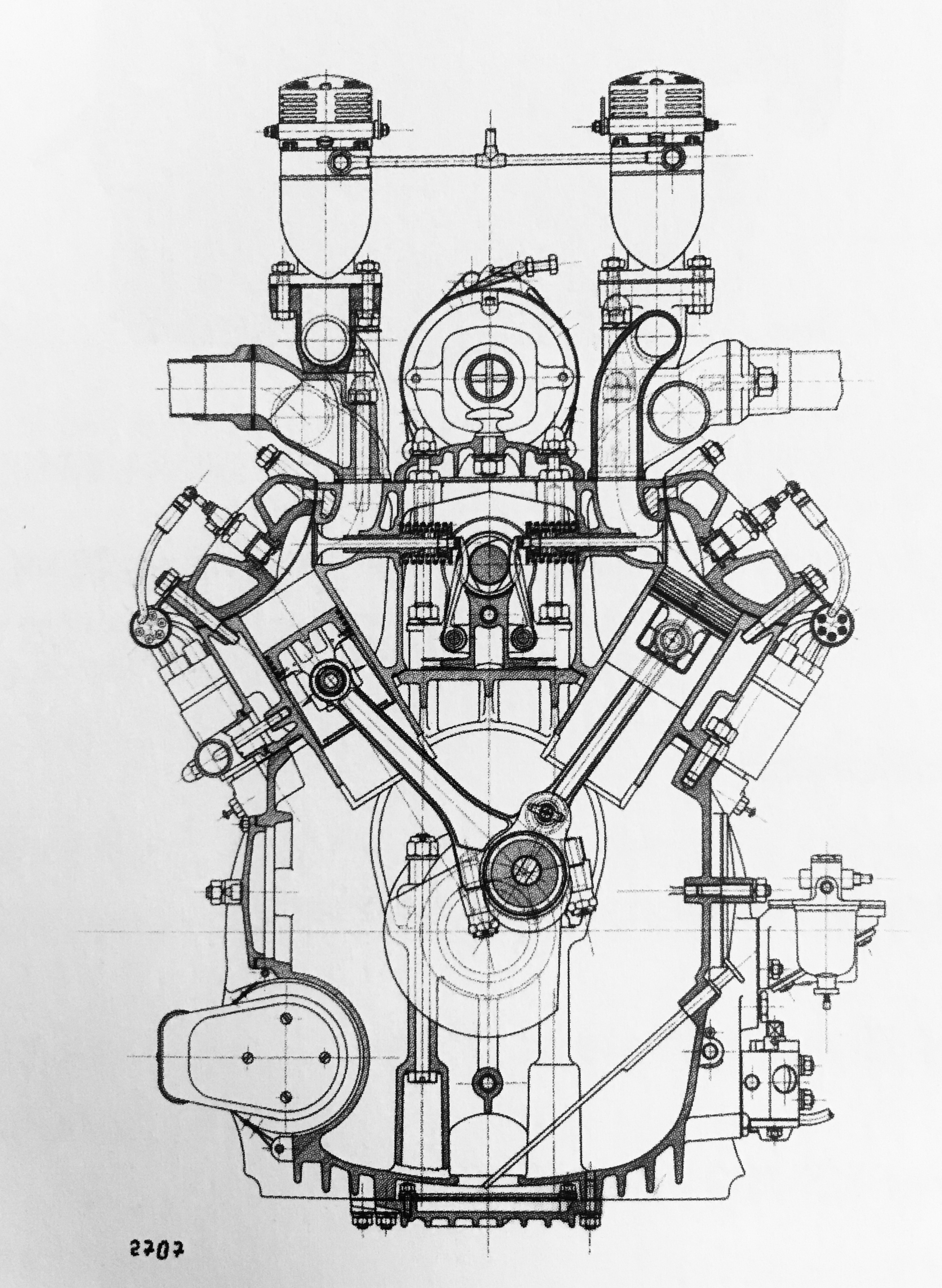
Tatra 80 řez motorem, 1930

Tatra 80 byl luxusní automobil, postavený na bázi vozu Tatra 70 v kopřivnické firmě Tatra. Vozy byly určeny pro reprezentační účely pro nejmajetnější zákazníky. První vůz byl veřejnosti představen v roce 1930. Celkem bylo do roku 1935 vyrobeno pouze 22 vozů, i když poslední vůz s poloaerodynamickou karosérií byl vyroben ještě v roce 1937.

## Popis vozu
Tatra 80 byla největším a také nejdražším osobním automobilem v historii značky. Jeho výrobou v Tatře vyvrcholil vývoj vodou chlazených motorů. Konstrukčně T 80 vycházela z modelu Tatra 70, s nímž měla shodný podvozek. Podvozek byl stavěn podle tradiční koncepce Tatra; motor, převodová skříň, centrální roura a skříň zadní nápravy tvořily nosnou část vozu, na které byla dvěma příčnými nosníky připevněna karoserie. Vpředu i vzadu měly vozy výkyvné polonápravy.
Vůz poháněl vodou chlazený dvanáctiválcový motor s modifikovaným rozvodem s horizontálními ventily přímo řízenými od váčkového hřídele nahoře v úrovni hlav válců a válci do V o objemu 5990 cm³. Ten poskytoval výkon 115–120 koní. Motor předával výkon přes jednokotoučovou suchou spojku a čtyřstupňovou převodovku na kola zadní nápravy. Maximální rychlost 2400 kilogramů těžkého vozu se pohybovala mezi 130 až 140 kilometry v hodině.
Vozy byly vyráběny jako šestimístné limuzíny, nebo landaulety či kabriolety. Vyrobeny byly i tři vozy s karoseriemi vyrobenými na zakázku, například firmou Sodomka. Nástupcem T 80 byl od roku 1934 vyráběný vůz T 70 A. Tatra 80 v provedení landaulet s poznávací značkou P-24 284, kterou používal prezident T. G. Masaryk, byla předána Správě domu prezidenta republiky v Praze-Hradčanech v červnu 1935. V současnosti je tento vůz v Národním technickém muzeu v Praze. Soubor pěti původních automobilů Tatra – NW Präsident (1898), Tatra 11 (1925), Tatra 80 (1935), Tatra 77a (1937) a Tatra 87 (1947) ze sbírek Národního technického muzea byl vládou ČR dne 29. září 2005 prohlášen za Národní kulturní památku. V letech 1990–1995 zrenovoval jeden vůz Tatra 80 Ing. Erich Preiss.

## Technické údaje
- Motor: zážehový vodou chlazený dvanáctiválec s rozvodem s horizontálními ventily přímo řízenými od váčkového hřídele nahoře v úrovni hlav válců, s válci uspořádanými do V (válce pod úhlem 65 stupňů), vačkový hřídel byl uložen mezi řadami válců
  - Objem: 5990 cm³
  - Výkon: 84,5–88 kW (115–120 koní)
- Maximální rychlost: 140 km/h
- Převodovka: čtyřstupňová ZF
- Rozměry:
  - Délka: 5200 mm
  - Šířka: 1800 mm
  - Výška: 1700 mm
- Spotřeba: 30–55 l/100 km